# Kostelec na Hané (nádraží)
Kostelec na Hané je železniční stanice v jižní části města Kostelec na Hané v okrese Prostějov v Olomouckém kraji nedaleko říčky Romže. Leží na neelektrizovaných tratích Třebovice v Čechách – Chornice – Prostějov – konkrétně na úseku 306 a trati Olomouc – Senice na Hané – Prostějov.

## Historie
Stanice byla otevřena 1. září 1889, kdy byl zahájen provoz ve směru z Prostějova, kam první vlak přijel 1. července 1870 z Nezamyslic, přes Chornici do Třebovice společností Moravská západní dráha, odkud bylo možné pokračovat až do České Třebové. Ve stejném datu byla stejnou společností zprovozněna spojovací trať mezi Kostelcem a Čelechovicemi na Hané, odkud bylo možno po trati z roku 1883 pokračovat do Olomouce.[zdroj?]
Provoz na obou tratích zajišťovaly od zahájení Císařsko-královské státní dráhy (kkStB), po roce 1918 Československé státní dráhy (ČSD), Moravská západní dráha byla zestátněna roku 1925.
V roce 2021 prošlo nádraží za 4,8 milionu korun rekonstrukcí. V rámci rekonstrukce se natřela a opravila fasáda, podlahy, sociální zázemí, rozvody, okna, dveře a klempířské prvky včetně peronního přístřešku. Dále se týkala i veřejného osvětlení a stojanů na kola.